# Botești (Topánfalva)
Botești falu Romániában, Erdélyben, Fehér megyében. Közigazgatásilag Topánfalva városhoz tartozik.
Az 1956-os népszámlálás során jegyezték először önálló településként; előtte Mihoești része volt. 1956-ban 304, 1966-ban 265, 1977-ben 232, 1992-ben 158, 2002-ben 139 lakosa volt, kevés kivétellel valamennyien románok.